# Розчинність газів у нафті
Розчинність газів у нафті (рос. растворимость газов в нефти; англ. oil solubility of gases; англ. Gaslöslichkeit f im Erdöl) – здатність газів утворювати розчини з нафтою. На розчинність газів у нафті впливають, в основному, тиск, температура, склади газу і нафти. 
З ростом тиску розчинність газів у нафті підвищується, із збільшенням температури – зменшується. Кількість розчиненого в нафті газу називають газовмістом. Кількість газу, що розчинений в одиниці об’єму або маси нафти в разі збільшення тиску на одну одиницю, називається коефіцієнтом розчинності газів у нафті. У залежності від тиску, температури, складів газу і нафти коефіцієнт розчинності газу у нафті складає (4–5)•10–2-(4–5)•10–5 м3/(м3•Па). 